# Судническая Гора
Судническая Гора — деревня в Кичменгско-Городецком районе Вологодской области.
Входит в состав Кичменгского сельского поселения, с точки зрения административно-территориального деления — в Кичменгский сельсовет.
Расстояние по автодороге до районного центра Кичменгского Городка составляет 8 км, до центра муниципального образования Кичменгского Городка — 8 км. Ближайшие населённые пункты — Кузьмино, Красавино-1, Недуброво.
Население по данным переписи 2002 года — 67 человек (31 мужчина, 36 женщин). Всё население — русские.